# ザビエル山田
ザビエル山田（ザビエルやまだ）は、1962年（昭和37年）岐阜県関市で生まれた日本の漫画家。実家は、刃物で有名な関市の中心にあり、鉄骨業を営んでいた。ザビエル自身も若い頃家業の手伝いをしていた。また20代後半の頃は漫画家と建設作業員の二足の草鞋を履いていて「日本唯一の溶接資格を持つ漫画家」を自称していた。
連載の漫画は主に4コマ作品が多い。シニカルが基本で、そこにブラックジョークが上乗せされる。

## 主な連載（現在）
- 「北枕」週刊実話
- 「サトリイヌの世の中ナナメ読み」中日新聞プラス（4コマ＋エッセイ）

## 主な連載（過去）
- 「愛の泉」…ビジネスジャンプ（集英社）
- 「なのにあなたは会社へ行くの」…ビジネスジャンプ（集英社）
- 「黄昏のイエスマン」…ビジネスジャンプ（集英社）
- 「今夜も手酌で」…週刊アサヒ芸能（徳間書店）
- 「沼田さんが笑った」…まんがくらぶ（竹書房）
- 「残尿感が止まらない」…岩谷テンホーのみこすり半劇場（?年-2006年12月14日号／23号）ぶんか社。
- 「サトリイヌ」…プレイコミック（?年-2007年8月23日号／16号）（秋田書店）
- 「ベタ道」…週刊漫画ゴラク（日本文芸社）
- 「お客様、お帰りで～す。」…アクションピザッツ（双葉社）
- 「カモラレ」…パチンコ10番勝負（双葉社）
- 「オヤジの吐息」…夕刊フジ※4コマ漫画

## 単行本
- ザビエル山田の愛の泉　1巻～4巻　集英社
- なのにあなたは会社へ行くの　1巻～3巻　集英社
- オヤジの吐息　KKベストセラーズ

## 共著（イラストで参加）
- 無敵の人　（文章）石原壮一郎　ぶんか社
- 日本語の逆襲　（文章）鈴木輝一郎　小学館